# Lamprolonchaea gilvipata
Lamprolonchaea gilvipata är en tvåvingeart som beskrevs av Mcalpine 1964. Lamprolonchaea gilvipata ingår i släktet Lamprolonchaea och familjen stjärtflugor.
Artens utbredningsområde är Fiji. Inga underarter finns listade i Catalogue of Life.